# Alta Abjasia

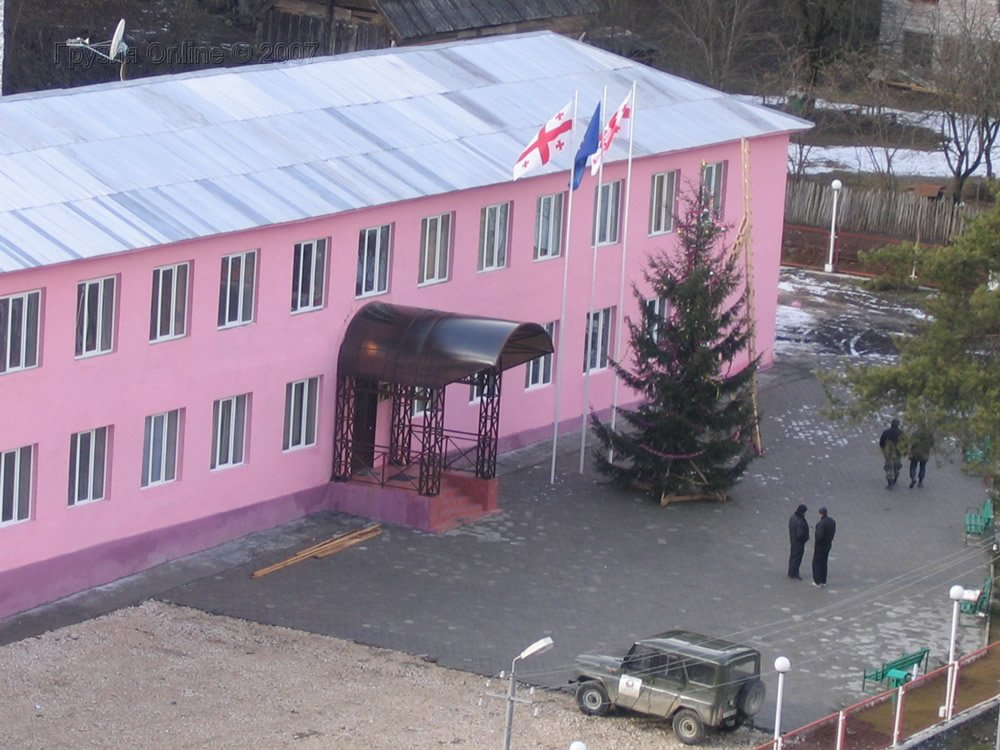
Sede del gobierno progeorgiano de Alta Abjasia en Chjalta hasta agosto de 2008.

La Alta Abjasia (en georgiano: ზემო აფხაზეთი, romanizado: Zemo Apjazeti; en abjasio: Аҧсны хыхьтəи, romanizado: Apsni jijtwi) es un término introducido en 2006 para denominar a la parte noreste del disputado territorio de Abjasia, que permaneció en poder de Georgia después de la guerra de Abjasia de 1992-1993. Desde septiembre de 2006 hasta agosto de 2008 la población principal era Chjalta, y albergó el gobierno de la República Autónoma de Abjasia. Esta situación cambió después de la batalla del valle Kodori en agosto de 2008, cuando la Alta Abjasia fue conquistada por el ejército de la República de Abjasia, que hasta entonces había tenido el control del resto de Abjasia.

## Geografía
Geográficamente, la Alta Abjasia comprente el alto Valle Kodori, la cadena montañosa de Chjalta y el Paso de Maruji en la frontera con Rusia. Está habitada por unas 2.000 personas, principalmente georgianos (esvanos). Ocupa aproximadamente un 17% del territorio de Abjasia y tiene gran importancia estratégica debido a la proximidad de la capital, Sujumi, en manos abjasias y de otras importantes ciudades de la región.

## Historia
En la década de 2000, el término Alta Abjasia apareció para designar este territorio. El término de Alta Abjasia ha sido muy usado por los funcionarios georgianos y los medios de comunicación después del éxito de la crisis de Kodori en el Valle Kodori en julio de 2006, en el que se estableció una firme presencia georgiana en la región. Con anterioridad, el gobierno georgiano había tenido un leve control sobre Kodori, aunque las fuerzas separatistas de Abjasia nunca habían podido penetrar en el valle, y el área había sido gobernada por el señor de la guerra Emzar Kvitsiani, quien fue expulsado en la operación policial georgiana de 2006.
El 27 de septiembre de 2006, en el 13.er aniversario de la caída de Sujumi en manos de los rebeldes abjasios y sus aliados del norte del Cáucaso en 1993, la región de Kodori y los terrenos adyacentes, fue oficialmente renombrada por el gobierno georgiano como Alta Abjasia y fue declarada "centro administrativo temporal" de Abjasia y cuartel general del reconocido gobierno abjasio (pro-georgiano). A pesar de las protestas abjasias y rusas, las oficinas del gobierno reconocido por Georgia fueron inauguradas ese día, y una delegación de alto nivel de Tiflís, que incluía al presidente Mijeíl Saakashvili y el Patriarca Katolicós de toda Georgia, Ilia II.
La zona tuvo un gran programa de rehabilitación, incluyendo la reconstrucción de la infraestructura y el refuerzo de los servicios de seguridad. La Comisión Central de Elecciones de Georgia se estableció en la Alta Abjasia, permitiendo a la población de la zona la participación, por primera vez en la reciente historia de Georgia, en las elecciones locales de 2006 de Georgia.
Hasta 2008, el municipio de Azhara era el único territorio controlado por el gobierno de Georgia dentro de la República Autónoma de Abjasia. El 12 de agosto de 2008, durante la guerra en Osetia del Sur de 2008, las fuerzas abjasias tomaron el control de la Alta Abjasia en la batalla del valle Kodori.La administración del municipio se encuentra temporalmente en Tiflis.

## Divisiones administrativas
Mientras estuvo bajo control georgiano, el territorio de la Alta Abjasia se administró como el municipio de Azhara. El municipio cuentaba con las siguientes unidades territoriales:
- Omarishara-Gvandra: Gvandra, Omarishara.
- Gentsvishi-Jutia: Jutia, Martsjena Gentsvishi, Marjvena Gentsvishi, Tvibrasheri.
- Azhara: Bramba, Jetskvara, Kvemo Azhara, Azhara, Mramba, Nahari, Zemo Azhara.
- Chjalta: Adzgara, Buchukuri, Budzguri, Chjalta, Kvabchara, Martsjena Ptishi, Marjvena Ptishi, Shabatkvara, Zima.
- Sakeni: Sakeni.

## Demografía
La población del municipio de Azhara ha disminuido desde 1994 hasta 2008, cuando se tienen los últimos datos.
| Población del municipio de Azhara                                      | Población del municipio de Azhara | Población del municipio de Azhara | Población del municipio de Azhara | Población del municipio de Azhara | Población del municipio de Azhara | Población del municipio de Azhara | Población del municipio de Azhara | Población del municipio de Azhara | Población del municipio de Azhara | Población del municipio de Azhara |
|                                                                        | 1897                              | 1922                              | 1926                              | 1939                              | 1959                              | 1994                              | 1995                              | 1996                              | 2002                              | 2008                              |
| ---------------------------------------------------------------------- | --------------------------------- | --------------------------------- | --------------------------------- | --------------------------------- | --------------------------------- | --------------------------------- | --------------------------------- | --------------------------------- | --------------------------------- | --------------------------------- |
| Municipio de Azhara                                                    | -                                 | -                                 | -                                 | -                                 | -                                 | 2013                              | 2011                              | 2008                              | 1956                              | 1500                              |
| Datos: Estadística de población de Georgia desde 1897 hasta hoy. Nota: |                                   |                                   |                                   |                                   |                                   |                                   |                                   |                                   |                                   |                                   |